# 紀元前250年代
紀元前250年代（きげんぜんにひゃくごじゅうねんだい）

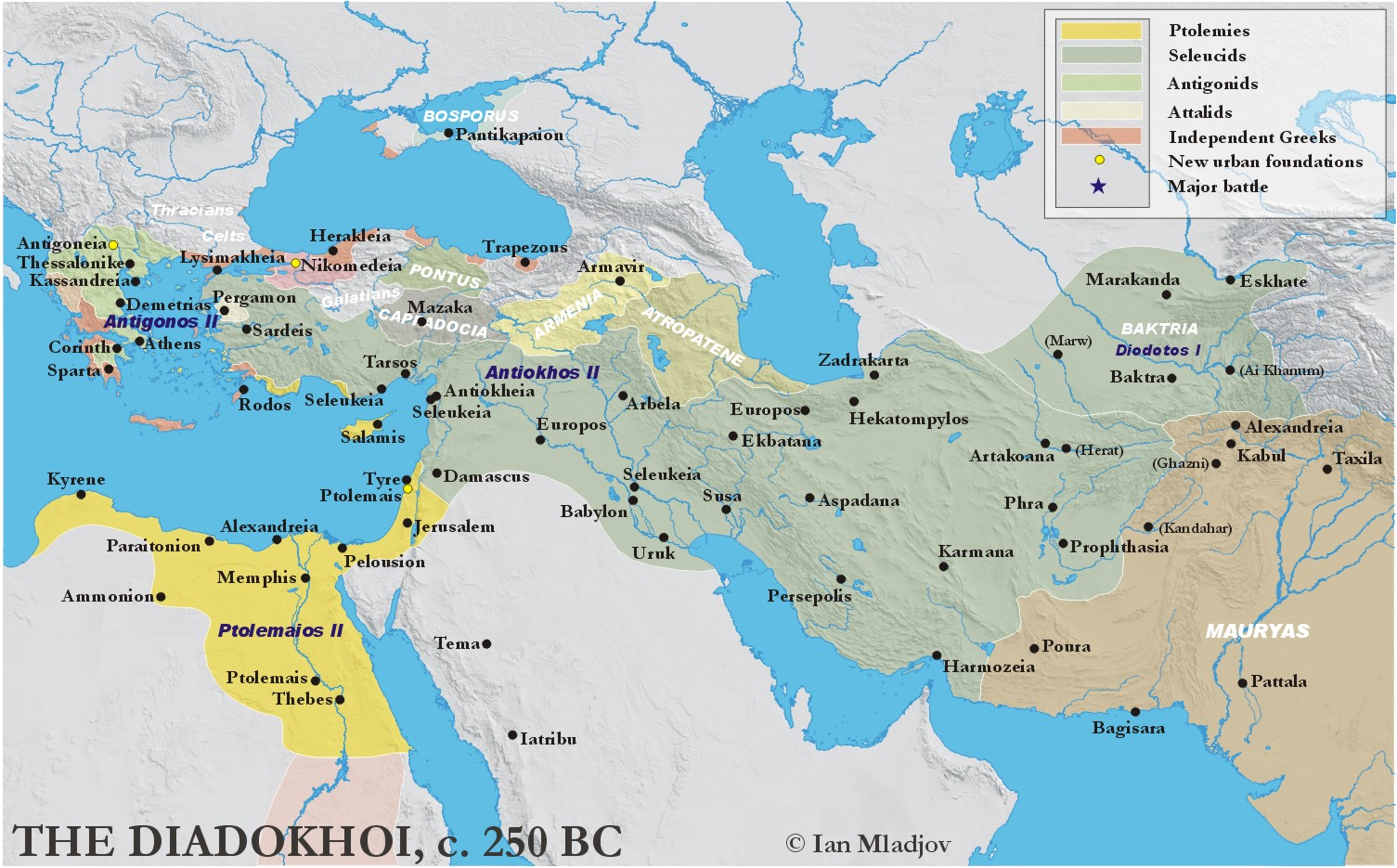
紀元前3世紀（紀元前250年）のヘレニズム世界の地図

は、西暦による紀元前259年から紀元前250年までの10年間を指す十年紀。

## できごと

### 紀元前256年
- 東周、秦により滅ぼされる。

### 紀元前250年
- 紀元前250年頃 - バクトリア、セレウコス朝より独立する。